# Higashikagawa
Higashikagawa (japanska: 東かがわ市?, Higashikagawa-shi) är en stad i Kagawa prefektur i Japan. Staden fick stadsrättigheter 2003.